# Al-Hakim al-Samarqandi
Al-Hakim al-Samarqandi de son nom complet Latif Abul-Qasim Ishaq ibn Muhammad ibn Ismail al-Qazi al-Hanafi, présumé né en 874 et mort en 951 du calendrier grégorien est un érudit et savant hanafite du Xe siècle. Al-Hakim était un expert en fiqh, en science du hadith et en kalam. Il fut également cadi en Transoxiane, dans sa ville natale de Samarcande. Il est connu pour avoir été un penseur maturidi même si cette idée est remise en question par un certain nombre de chercheurs, et certaines sources considèrent qu'il fut l'élève d'Abul Mansûr Al Mâturîdî lui même, en fiqh et en kalâm. 
Penseur hanafite majeur, il a profondément marqué ce madhab et certaines sources font de lui et de son œuvre des piliers de la doctrine maturidi. Son ouvrage majeur al-Sawad al-A'zam est en effet une référence en matière de doctrine hanafite et maturidite.

## Biographie

### Origine de son nom
Le nom sous lequel il est connu Al-Hakim al-Samarqandi est la contraction d'Al-Hakim, surnom fréquent parmi les soufis renvoyant à la détention d'une sagesse gnostique, et d'al-Samarqandi, désignant son nom de naissance. Il aurait reçu ce surnom du fait de ses nombreux sermons et prises de parole renvoyant à la mystique. Il reçut son titre d'Al-Hakim après ses études auprès d'Abu Bakr al-Warraq.

### Jeunesse et éducation

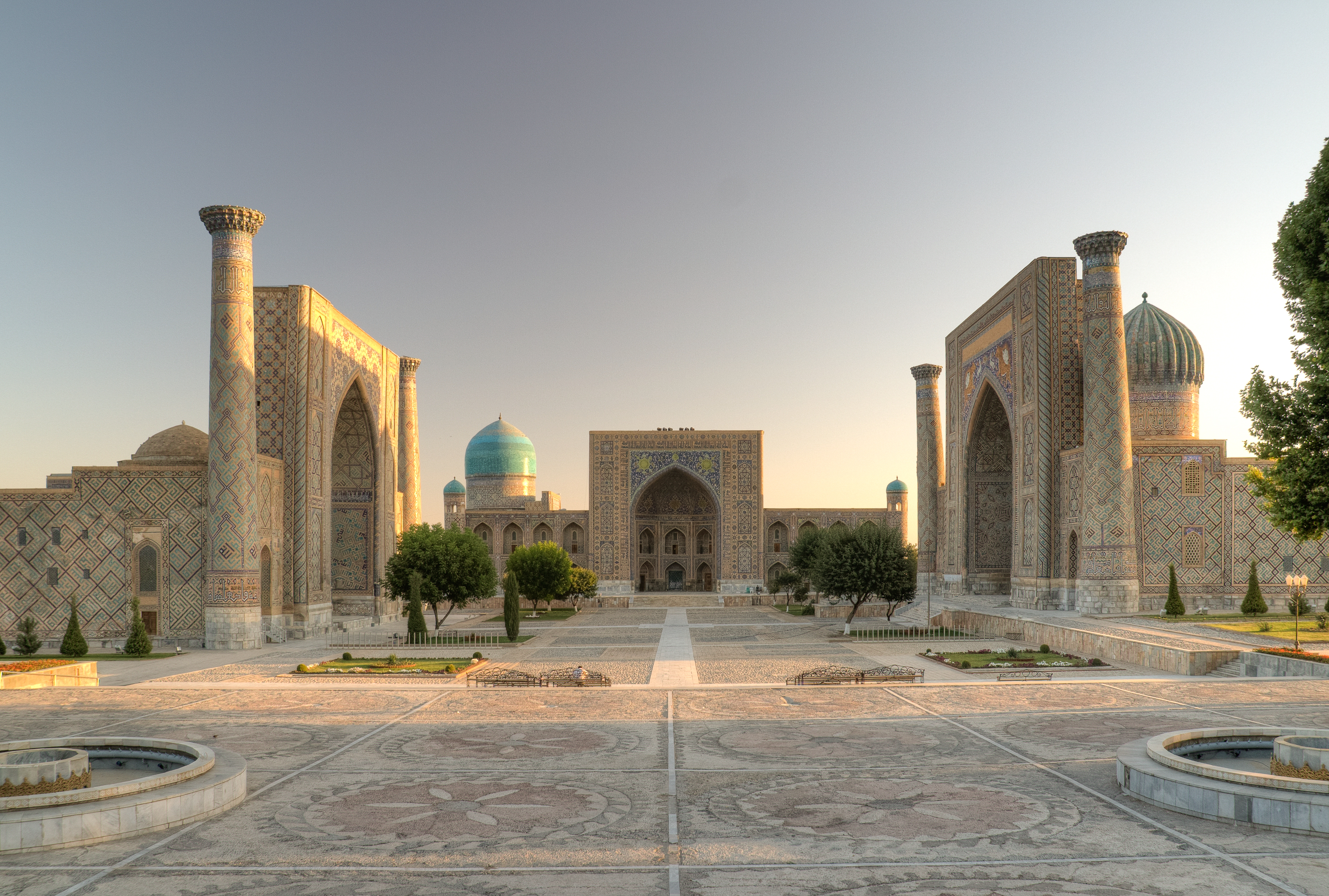
Samarcande, ville natale d'Al-Hakim.

Al-Hakim serait né aux alentours de 874 à Samarcande. À cette époque, Samarcande est un centre culturel et intellectuel majeur au sein du monde musulman. Au début du XXe siècle, certains chercheurs ont pensé qu'il était le frère d'Abul Mansûr Al Mâturîdî mais cette hypothèse s'est avérée être totalement fausse. Il fut, au cours de son éducation, l'élève de plusieurs savants et érudits reconnus parmi lesquels, Abu-l-Hasan Ali ar-Rustughfani, Muhammad ibn Fazl al-Balkhi, Muhammad ibn Khuzaym al-Qallas, Abdullah ibn Sahl ar-Razi. Il partit étudier à Balkh, où il reçut les enseignements du savant hanafite Muhammad ibn Khuzaym al-Qallas,. À Balkh, il fut également l'élève du savant et mystique Abu Bakr al-Warraq,. Al-Hakim dit d'ailleurs de ce dernier que « S'il y avait eu un Prophète après Muhammad, que la paix soit sur lui, en notre temps, une telle personne serait le grand érudit et cheikh Abu Bakr Warraq en raison de son savoir, de sa sagesse, de sa compassion pour les gens, de sa justice et de son intégrité ». À Samarcande, il étudia, tout comme Al-Maturidi, sous la férule du maître soufi Abu Nasr al-Iyadi,.  
Le fait qu'il ait eu comme enseignant Abu Mansur al-Maturidi n'est pas clairement établi. En effet, les sources le décrivant comme ayant été un élève d'Al-Maturidi en fiqh et kalam sont des sources tardives. L'Encylopaedia Iranica souligne ainsi que « Cette affirmation est peu susceptible d'être fiable car les études d'Eshaq précédaient les activités d'enseignement et d'écriture de Maturidi, pourrait reposer sur une interprétation ultérieure et erronée de l'ouvrage d'Esḥāq, al-Sawād al-aʿẓam, considéré à tort comme représentatif de la doctrine de l'école de Maturidi. Toutefois, Esḥāq a exprimé son admiration pour l'érudition de Mātorīdī dans une épitaphe gravée sur le tombeau de ce dernier. ».  Farouq Omar Abd-Allah Al-Omar, tenant de l'hypothèse selon laquelle Al-Hakim aurait été l'élève d'Al Maturidi reconnaît cependant que les deux hommes auraient à peu près le même âge et auraient étudiés ensemble et en même temps auprès d'Abu Nasr al-Iyadi. En plus de ses connaissances en fiqh et en kalam, il est rapporté qu'Al-Hakim avait également de grandes compétences en tafsir et en mystique, notamment la mystique soufie. 

### Rédaction d'al-Sawad al-A'zamet carrière en tant que cadi
Ismaïl Ier, alors émir de Transoxiane (de 892 à 907) et résidant à Samarcande a entrepris de convoquer les érudits de Samarcande de Boukhara et de la Transoxiane afin qu'ils réalisent un manuel exposant clairement les fondements de la foi musulmane et proposant des applications concrètes dans la vie quotidienne,. En substance, ce projet consistait à édifier un ensemble moral, comportemental et religieux unifié au sein des territoires gouvernés par Ismaïl Ier, ensemble bénéficiant d'une crédibilité religieuse et politique, puisqu'approuvé par un collège de savants et par l'autorité politique en place. Les savants ainsi réunis se sont alors tournés vers Al-Hakim al-Samarqandi pour la réalisation de cette tâche,, car il était reconnu comme étant le plus compétent pour cette tâche, notamment du fait de son poste de cadi à Samarcande. Il fut, grâce à cette œuvre l'un des piliers, avec Al-Hakim al-Tirmidhi, du passage d'un contexte social et politique marqué par des divergences profondes à un système théologique bien défini et établi. 

## Mort
Il est décédé à Samarcande.

## Œuvre et pensée
Son ouvrage majeur est Al-Sawad al-A'zam, qui se traduit littéralement par « La source principale de la masse [populaire] » est l’œuvre majeure de sa vie. Cet ouvrage est par ailleurs une référence en matière de doctrine hanafite. Rédigé en arabe par al-Hakim sous le règne d'Ismaïl Ier, il fut traduit en perse sous le règne de Nouh II notamment dans le cadre de la politique anti-arabe menée par les Sassanides. Les versions arabes et persanes actuelles ne reproduisent manifestement pas le texte original. Elles contiennent des références à des érudits du Xe siècle et diffèrent considérablement en termes de contenu et d'organisation. En tant que doctrine officielle sous les Samanides, l'original était sans doute largement enseigné, et ses transmetteurs devaient se sentir libres d'apporter des modifications et des ajouts. 
Dans certains manuscrits arabes, la paternité de l'ouvrage al-Sawad al-A'zam est attribuée à l'érudit hanafite de Boukhara, Abū Ḥafṣ Kabīr Aḥmad ibn Ḥafṣ. Cette attribution n'a cependant pas de fondement solide et semble avoir été construite en raison de la popularité de la doctrine à Boukhara, qui rivalisait avec Samarcande, les deux étant deux grands centres intellectuels régionaux.
Il est rapporté qu'Al-Hakim a également rédigé un autre ouvrage, intitulé Al-e’tiqad.

### Al-Sawad al-A'zam, la rédaction d'un ouvrage de référence de l'école juridique hanafi

#### Contexte de rédaction de l'œuvre

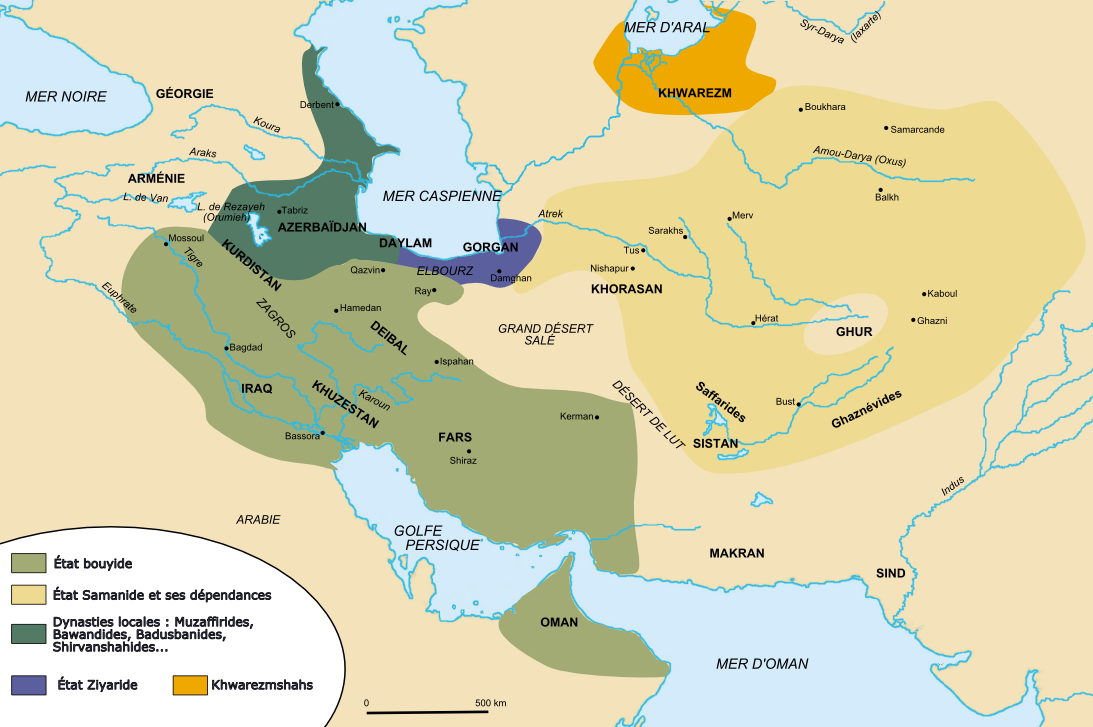
L'empire Samanide et ses voisins.

L'œuvre est une commande passée par le troisième émir des Samanides, Ismaïl Ier, à une époque où les Samanides commencent à assurer un contrôle effectif sur la Transoxiane, qui demeure peuplée par de nombreux groupes musulmans ayant des pratiques différentes. Ces différentes croyances divergentes connaissent à cette époque là une période d'ascension. Ce contexte pousse Ismaïl Ier à produire une doctrine orthodoxe concernant l'islam en Transoxiane, afin de renforcer son pouvoir et de limiter l'impact politique des courants de pensée jugés non orthodoxe. Il existe de profonde divergence quant à l'appartenance de cet ouvrage à l'école de pensée maturidi, pour certains auteurs ce texte est l'un des premiers textes maturidi, pour d'autres il s'agit d'un texte reprenant la doctrine hanafite orthodoxe.

#### Controverses quant à l'appartenance d'Al-Sawad al-A'zam à l'école maturidi
Al-Sawad al-A'zam est un ouvrage se réclamant du hanafisme et va donc reprendre les fondements de la doctrine hanafi, tant en matière de aquida que de fiqh. Bien que l'ouvrage soit considéré comme étant le plus ancien ouvrage maturidi (reprenant le fiqh hanafite mais proposant certaines variations vis-à-vis de la doctrine hanafie classique au niveau de la aquida) après le Kitab al-Tawhid (livre du monothéisme pur) d'Abul Mansûr Al Mâturîdî, Aiyub Palmer considère dans son livre Sainthood and Authority in Early Islam qu'al-Sawad al-A'zam ne montre aucun signe de l'influence d'al-Maturidi. Il montre en effet qu'il n'y a aucune mention de la hikma comme principe fondamental, et al-Sawad al-A'zam ne s'aligne pas non plus sur la nouvelle structure doctrinale inaugurée par al-Maturidi qui distingue entre ilahiyyat (points de doctrine sur la divinité) et nubuwwat (doctrines relatives à la prophétie). Selon Palmer, si al-Sawad al-A'zam était effectivement un ouvrage de doctrine maturidi, il aurait sûrement incorporé au moins certains de ces éléments. Enfin, la date de rédaction d'al-Sawad al-A'zam suggérée par Lewinstein rend plus probable qu'il ait été rédigé avant ou presque en même temps que le Kitab al-Tawhid d'al-Maturidi. Il semble que la motivation de placer al-Sawad al-A'zam après Kitab al-Tawhid puisse provenir de la date de décès d'al-Hakim al-Samarqandi tombant après celle d'al-Maturidi ; cependant, les dates de décès sont notoirement difficiles à prouver avec précision, en particulier lorsqu'il s'agit de contemporains ou de quasi-contemporains de cette période. 
Farouq Omar Abd-Allah Al-Omar considère quant à lui, en 1974 qu'Al-Sawad Al-A'zam est très clairement un ouvrage de doctrine maturidi. Il va d'ailleurs comparer l'œuvre d'Al-Maturidi (qu'il considère comme le professeur d'Al-Hakim) à celle d'Al-Hakim.
L'islamologue Ulrich Rudolph considère que l'idée selon laquelle Al-Sawad Al-A'zam serait d'inspiration maturidi est une idée très répandue et fausse, puisque les points de dogme développés par Al-Hakim correspondent à la doctrine hanafite classique. L'ouvrage est d'ailleurs une référence au sein du madhab hanafite.

#### Structure de l'œuvre
Pensé et conçu comme un manuel visant à exposer clairement les fondements de la foi sunnite, Al-Sawad al-A'zam se décompose en 61 sujets (62 selon l'introduction mais seuls 61 sont traités), et les sujets philosophiques tels que "la vérité des choses au moment de leur commencement et de leur formation, « les moyens de connaissance » et « l'essence de l'univers " ne sont pas traités.
L'auteur a systématisé les questions abordées dans l'ouvrage dans un ordre très clair. Par exemple, les questions liées au même sujet n'ont pas été regroupées en un seul endroit, mais une tentative a été faite pour les expliquer selon une approche unique à différents endroits. L'œuvre As-Sawad al-A'zam se distingue également par la couverture de certaines questions de fiqh qui ne se trouvent pas dans les premiers livres doctrinaux de l'école de théologie maturidite. De plus, Al-Sawad al-A'zam consacre une grande place aux preuves basées sur les versets coraniques et les hadiths dans l'explication des sujets dogmatiques. En effet, dans cet ouvrage les versets du coran viennent en renfort de l'argumentation doctrinale développée, ce qui la distingue des autres livres de doctrine hanafi, en particulier Al-Fiqh al-Akbar d'Abu Hanifa et Aqeed an-Nasafi d'Abu Hafs Umar al-Nasafi. En effet, dans d'autres ouvrages liés à la science de la croyance (Aquida), les sujets sont décrits de manière brève, concise et en limitant les références aux preuves (Coran et hadith). 

### Résumé
Al-Sawad al-A'zam est en substance un manuel de doctrine hanafite consistant en des réponses à un grand nombre de questions doctrinales. Selon l'introduction, l'objectif d'al-Sawad al-A'zam était de contrer la croissance du sectarisme dans le royaume samanide en énonçant clairement le consensus des théologiens d'Asie centrale sur des points spécifiques de la doctrine hanafite. 
La volonté affirmée d'Al-Hakim al-Samarqandi dans cette ouvrage est très claire, elle est d'établir clairement la véracité de la doctrine hanafite par rapport aux autres doctrines. C'est pour cela que l'ouvrage commence avec une citation du hadith des 73 sectes, dans lequel le prophète de l'slam  Mahomet averti sa communauté qu'après sa mort sa communauté se divisera en 73 sectes, dont toutes sauf une seront dans l'égarement (Tirmidhi no 2641). Cet objectif se comprends notamment par le contexte politique et sociétale dans lequel évolue Al-Hakim, qui est un contexte de division et de prolifération des groupes musulmans proposant leur propre doctrine. La portée politique du contenu de l'ouvrage, qui est lui même une commande du pouvoir en place, peut être déduite par l'emphase mise dans l'ouvrage sur l'importance de l'obéissance au gouverneur.
Dans cet ouvrage, Al-Hakim ne fait que reprendre et expliquer les fondements de la doctrine hanafi, puisqu'il vise à instruire les populations de Transoxiane à la doctrine hanafi. La définition hanafite de la foi (imane), qui exclut les œuvres, sera ainsi affirmée contre les définitions chaféite et sunnite traditionaliste de la foi. Concernant le libre arbitre humain face à la prédestination, Al-sawad al-a'zam adopte une position intermédiaire entre les Qadarīya (qui considèrent que le libre arbitre humain est absolu) et les Jabrīya (qui considèrent que la prédestination est absolue et qu'il n'y a pas de libre arbitre). Tout en rejetant l'ascétisme karramite interdisant le gain économique (kasb), il soutient la croyance aux miracles (karāmāt) des saints soufis (awlīāʾ), qu'il place en dessous des prophètes.

#### Liste non exhaustive des sujets traités dansAl-Sawad Al-A'zam
1. Le tawḥīd (unicité d'Allah) et les questions relatives à la nature et aux attributs de Dieu.
2. La question de la vision de Dieu (Ru’yat Allah).
3. La question de savoir si le Coran est la parole de Dieu et non une création.
4. La foi consiste en la confession par la langue et la confirmation par le cœur.
5. Celui qui commet un grand péché (Ṣāḥib al-irtikāb).
6. Un croyant qui commet un péché grave ne doit pas être accusé de mécréance, à moins qu’il ne considère ce péché comme ḥalāl.
7. L’homme et ses actions.
8. La question du châtiment de la tombe.
9. L’interrogation des anges Munkar et Nakīr.
10. La résurrection après la mort (ba‘th) et la récitation des comptes (nomā-i ‘amal).
11. Le Pont (Ṣirāṭ), la Balance (Mīzān).
12. Le paradis et l’enfer.
13. Le Mi‘rāj (ascension du Prophète).
14. Le bassin de Kawthar.
15. L’intercession (Shafā‘a).
16. L’obligation d’aimer les Compagnons et de ne les évoquer qu’avec de bonnes paroles.
17. Aimer les dix Compagnons (‘Ashara al-Mubashshara) qui ont été annoncés comme promis au paradis et témoigner qu’ils sont les gens du paradis.
18. La satisfaction et la colère de Dieu.
19. Le destin, qu’il soit bon ou mauvais, vient de Dieu.
20. Les prières des vivants pour les morts.
21. Les miracles (Karāmāt) des saints.
22. Les niveaux du Prophète et des saints.
23. Il n’est pas permis d’aller à l’encontre de la communauté musulmane.
24. Il est possible de prier derrière un imam pieux comme un imam pécheur.
25. La question de l’introduction de nourriture sur le marché.
26. Le croyant ne doit pas douter de sa foi (exception dans la foi).
27. La prière funéraire doit être récitée pour toute personne, jeune ou âgée, tournée vers la Qibla.
28. La foi est une bénédiction divine due à la grâce et à la miséricorde de Dieu.
29. Au Jour de la Résurrection, Allah jugera Ses serviteurs sans intermédiaire.
30. L’intelligence des croyants et des mécréants n’est pas égale.
31. La foi doit être réelle et non métaphorique.
32. Si un croyant nourrit de l’inimitié envers un autre croyant en ce monde et meurt sans se repentir, au Jour de la Résurrection, Allah rétribuera son ennemi avec la récompense de son hostilité (rétribution des actions).
33. Tout comme le tawfīq (guidance divine) et l’obéissance (ṭā‘a) sont équivalents, la précipitation (‘ajal) et la désobéissance (ma‘ṣiya) le sont également.
34. Une personne qui ne reconnaît pas Dieu avec son cœur et ne Le confesse pas avec sa langue est un mécréant, tandis qu’une personne qui ne croit qu’avec sa langue mais pas avec son cœur est un hypocrite.
35. Il ne faut pas attribuer à Dieu des notions comme l’espace, le temps, le déplacement ou le mouvement.
36. La foi est distincte des actions.
37. Celui qui accomplit de bonnes œuvres (muḥsin) et le pécheur (‘āṣī) ont la même foi.
38. La prière du Witr consiste en trois rak‘at et un seul salām.
39. L’absence d’ablution de l’imam affecte également la validité de la prière de la congrégation.
40. Il n’est pas permis d’effectuer ses ablutions avec une eau stagnante et en faible quantité.
41. La venue de la Résurrection.
42. Il est nécessaire de laver les pieds après avoir retiré les maḥsīnī (chaussons de prière).
43. Il faut refaire ses ablutions lorsque du sang ou du pus s’écoule d’une plaie.
44. Abū Bakr et ‘Umar étaient considérés comme mécréants aux yeux de Dieu et des anges lorsqu’ils adoraient des idoles.
45. Un amant ne doit pas être privé d’aucune bonne action en raison de son amour pour Dieu.
46. Désespérer de la miséricorde divine est un acte de mécréance.
47. Une personne doit craindre Dieu jusqu'à la fin de sa vie, car elle ne sait pas dans quel état elle mourra.

Ces thématiques et la façon dont elles sont traités correspondent à la doctrine hanafite classique, avec certains points spécifiques correspondant au contexte culturel, social et politique d'Al-Hakim.

#### Éditions de l'œuvre
Il existe des éditions telles que la version du Caire (1837), les versions d'Istanbul (1870, 1886 et 1894), etc. Oyini Afandi Bulghari a publié sa version turque moderne en 1842 dans la ville de Bulak, en Turquie. L'œuvre a également été traduite en langue tatare et publiée à Kazan en 1881 et 1887. Al-sawad al-a'zam a également été traduit en persan par A. Habibi et publié à Téhéran. 
Une traduction anglaise existe depuis 1974, puisque l'ouvrage a été étudié  et traduit à l'Université d'Édimbourg au sein de la thèse de doctorat de Farouq Omar Abd-Allah Al-Omar intitulée The doctrines of the Maturidite school with special reference to As-Sawad Al-A'zam of Al-Hakim As-Samarqandi.
Une version traduite, critique et commentée du kitab Al-Sawad Al-A'zam a été publiée par Maher Jaherr en 2023.

#### Influence et postérité
Le Kitab al-Sawad al-A'zam a finalisé la popularisation du hanafisme parmi les élites de Transoxiane pendant le règne des influents Samanides. En raison de l'acceptation et de l'influence de cette doctrine, les tribus turques au nord de la Transoxiane ont adopté l'école hanafi, y compris les Turcs Oghuz, qui allaient devenir la dynastie seldjoukides d'Iran, d'Irak, de Syrie et d'Anatolie au cours du XIe au XIIIe siècle.
Les manuscrits anciens contenant la version arabe du texte sont conservés au British Museum.